# Imagex
Imagex, de son vrai nom Daniel Hochard, est un dessinateur et scénariste de bande dessinée, également graphiste et concepteur de jeux vidéo.

## Carrière
Dans les années 1980, Imagex participe à de nombreuses aventures éditoriales. Pilier de la revue Viper, consacrée en grande partie à la légalisation des drogues, il recueille ses histoires dans Mauvais rêves, son premier album, publié en 1983 aux éditions Artefact.
De 1982 à 1985, il participe épisodiquement à la revue (À suivre) mais l'expérience ne dure pas. La même année il publie une histoire dans Pilote, sans suite. Son style graphique et narratif le rapproche de la jeune génération en train de se former autour de la revue Le Lynx, notamment Mattt Konture avec qui il partage beaucoup de traits communs. Il participera à l'éphémère revue Nerf, dirigée par ce dernier et édité par l'AANAL (future Association) mais c'est à peu près à la même période qu'il cesse de produire de la bande dessinée. Il considère en effet ne pas avoir le niveau nécessaire et préfère se lancer dans le graphisme de jeux vidéo. 
En 1986 paraît toutefois Colonie de vacanse, dans la fameuse collection X des éditions Futuropolis, qui reprend deux récits publiés dans (À suivre).
Il travaille ensuite sur de nombreux jeux vidéo comme Operation Stealth, Ranxerox, Fire, Antago ou un Speedy Gonzales. Sur ces projets il intervient comme graphiste, le seul jeu qu'il conçoit en son nom propre est Baby Jo in Going Home (1991). Il s'agit d'un jeu de plate-forme pour Amiga qui connaîtra un succès à l'international, on retrouve dans les graphismes l'univers torturé et original du dessinateur.
Aujourd'hui, Imagex est designer textile et crée des polices de caractères qu'il met en libre accès sur un site dédié et sur DaFont. Il a notamment créé la fonte « Colleged », téléchargée plus d'un million huit cent mille fois sur Dafont. Depuis 2011, le fanzine Gorgonzola (L’Égouttoir) republie régulièrement des pages inédites ou méconnues d'Imagex.
En juin 2023, les éditions The Hoochie Coochie publient L'Anthologie Imagex, une compilation de ses bandes dessinées entièrement restaurées. On y trouve les deux albums parus et de nombreuses pages inédites en album, voire inédites. L'anthologie est accompagnée de texte de Jean-Pierre Mercier, éditeur de Mauvais rêves, et de Maël Rannou. L'album est sélectionné pour le Fauve du patrimoine au Festival d'Angoulême 2024.

## Œuvres

### Bandes dessinées
- Mauvais rêves, Artefact, coll. "Contagion", 1983.
- Colonie de vacanse, Futuropolis, coll. "X", 1986.
- « Mémoires », dessin de Mattt Konture, dans les Archives Mattt Konture, L'Association, coll. « Archives », 2006.
- L'Anthologie Imagex, The Hoochie Coochie, 2023.

### Jeux vidéo
- Antago, Illustrateur Imagex, Développeur Ludovic Condette, éditeur New Deal Productions 1990.
- Fire, Illustrateur Imagex, Développeur Ludovic Condette, éditeur New Deal Productions 1991.
- Baby Jo in Going Home, 1991.